# اوسیا

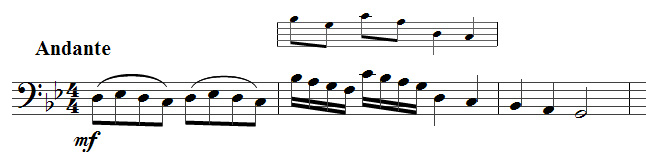
نمونه اوسیا (نوار دوم)

اُسیا (ایتالیایی: [osˈsiːa]) یک اصطلاح موسیقی برای یک قطعهٔ جایگزین است که ممکن است به‌جای قطعهٔ اصلی پخش شود. کلمهٔ اُسیا برگرفته از واژهٔ ایتالیایی ossia به معنای «جایگزین» است و در اصل o sia به معنای «یا باشد» نوشته شده است.